# Biskupice (district de Lučenec)
Pour les articles homonymes, voir Biskupice.
Biskupice (hongrois : Fülekpüspöki) est un village de Slovaquie situé dans la région de Banská Bystrica.

## Histoire
La première mention écrite du village date de 1294.
La localité fut annexée par la Hongrie après le premier arbitrage de Vienne le 2 novembre 1938. En 1938, on comptait 955 habitants. Elle faisait partie du district de Lučenec (hongrois : Losonci járás). Le nom de la localité avant la Seconde Guerre mondiale était Biskupice/Püspöki. Durant la période 1938 - 1945, le nom hongrois Fülekpüspöki était d'usage. À la libération, la commune a été réintégrée dans la Tchécoslovaquie reconstituée.

## Démographie

### Évolution de la population
| Année:               | 1994. | 2004.   | 2014.   | 2024.   |
| -------------------- | ----- | ------- | ------- | ------- |
| Nombre de personnes: | 1143  | 1122    | 1138    | 1134    |
| Différence:          |       | -1,83 % | +1,42 % | -0,35 % |

| Année:               | 2023. | 2024. |
| -------------------- | ----- | ----- |
| Nombre de personnes: | 1134  | 1134  |
| Différence:          |       | +0 %  |